# Niittusaari (ö i Satakunta)
Niittusaari är en ö i Finland. Den ligger i sjön Jämijärvi och i kommunen Jämijärvi i den ekonomiska regionen  Norra Satakunta ekonomiska region  och landskapet Satakunta, i den sydvästra delen av landet, 220 km nordväst om huvudstaden Helsingfors. Öns area är 2,1 hektar och dess största längd är 220 meter i sydväst-nordöstlig riktning.